# Monsanto (Alcanena)
Pour les articles homonymes, voir Monsanto (homonymie).
 (octobre 2012).
Si vous disposez d'ouvrages ou d'articles de référence ou si vous connaissez des sites web de qualité traitant du thème abordé ici, merci de compléter l'article en donnant les références utiles à sa vérifiabilité et en les liant à la section « Notes et références ».
Monsanto est une freguesia portugaise située dans le District de Santarém.
Avec une superficie de 18,40 km2 et une population de 931 habitants (2001), la paroisse possède une densité de 50,6 hab/km2.